# Quyền LGBT ở Kosovo
Quyền đồng tính nữ, đồng tính nam, song tính, chuyển giới ở Kosovo đã được cải thiện trong những năm gần đây, đáng chú ý nhất là việc áp dụng Hiến pháp, cấm phân biệt đối xử dựa trên xu hướng tình dục. Tuy nhiên, đồng tính luyến ái vẫn được xã hội Kosovar xem là một chủ đề cấm kỵ.
Chính phủ Kosovo hỗ trợ cộng đồng LGBT của đất nước. Vào cuối năm 2013, Quốc hội đã thông qua dự luật để tạo ra một nhóm điều phối cho cộng đồng LGBT. Vào ngày 17 tháng 5 năm 2014, các chính trị gia nổi tiếng, bao gồm Đại sứ Anh tại Kosovo Ian Cliff và một số tổ chức LGBT địa phương đã xuống đường Pristina để tuần hành chống lại chứng sợ đồng tính. Sự kiện được chào đón bởi văn phòng Liên minh châu Âu tại Kosovo, cũng như của chính phủ. Một cờ LGBT lớn bao phủ phía trước tòa nhà chính phủ tối hôm đó. Cuộc diễu hành đồng tính đầu tiên tại Kosovo được tổ chức tại Pristina vào ngày 17 tháng 5 năm 2016, trong đó vài trăm người đã diễu hành qua các đường phố của thủ đô. Cuộc tuần hành cũng có sự tham dự của Tổng thống Hashim Thaçi cũng như các đại sứ Anh và Hoa Kỳ tại Kosovo.

## Luật về hoạt động tình dục đồng giới

### Đế quốc Ottoman
Năm 1858, Đế quốc Ottoman, sau đó kiểm soát Kosovo, đã hợp pháp hóa quan hệ đồng giới.

### Nam Tư
Bộ luật hình sự Nam Tư năm 1929 đã cấm "sự dâm dục chống lại trật tự tự nhiên" (giao hợp qua đường hậu môn). Cộng hòa Liên bang Xã hội chủ nghĩa Nam Tư cũng hạn chế hành vi phạm tội đối với quan hệ tình dục qua đường hậu môn đồng tính với mức án tối đa giảm từ 1 đến 2 năm tù vào năm 1959.
Năm 1994, quan hệ tình dục đồng giới nam trở thành hợp pháp tại Tỉnh tự trị Kosovo và Metohija khi đó là một phần của Cộng hòa Liên bang Nam Tư.

### Thời kỳ UNMIK
Năm 2004, trong thời gian Phái bộ quản lý lâm thời của Liên hợp quốc tại Kosovo (UNMIK), độ tuổi đồng ý được thành lập là 14 tuổi bất kể xu hướng giới tính hay giới tính của cá nhân, and all sexual offenses were made gender-neutral.

### Thời đại độc lập
Kosovo tuyên bố độc lập khỏi Serbia năm 2008. Quan hệ tình dục đồng giới vẫn là hợp pháp. Thời kỳ này cũng đã chứng kiến khả năng hiển thị ngày càng tăng đối với cộng đồng LGBT và thảo luận về các vấn đề như vậy đã trở nên chính thống hơn. Năm 2008, Hiến pháp Kosovo đã được ban hành, bao gồm các điều khoản cấm phân biệt đối xử trên cơ sở khuynh hướng tình dục, giữa những người khác.

## Công nhận mối quan hệ đồng giới
Vào năm 2014, Chủ tịch Tòa án Hiến pháp nói rằng Kosovo de jure cho phép hôn nhân đồng giới. Điều 144 (3) của Hiến pháp Kosovo yêu cầu Tòa án Hiến pháp phê chuẩn mọi sửa đổi Hiến pháp để đảm bảo họ không vi phạm các quyền dân sự được bảo đảm trước đây. Điều 14 của Luật gia đình (tiếng Albania: Ligji për Familjen; Serbian: Zakon o porodici) định nghĩa hôn nhân là một "cộng đồng được đăng ký hợp pháp của hai người khác giới", mặc dù các nhà hoạt động vì quyền đồng tính của Kosovo đã lập luận điều này mâu thuẫn với từ ngữ của Hiến pháp và kêu gọi các cặp đồng giới thách thức pháp luật tại tòa án.

## Chống phân biệt đối xử
Điều 24 của Hiến pháp Kosovo cấm phân biệt đối xử trên một số căn cứ, bao gồm cả xu hướng tình dục. Do đó, Kosovo là một trong số ít các bang ở Châu Âu với lệnh cấm hiến pháp về phân biệt đối xử trên cơ sở khuynh hướng tình dục. Các trạng thái từ ngữ:
| “ | Không ai bị phân biệt đối xử vì lý do chủng tộc, màu da, giới tính, ngôn ngữ, tôn giáo, chính trị hay quan điểm khác, nguồn gốc quốc gia hay xã hội, liên quan đến bất kỳ cộng đồng, tài sản, điều kiện kinh tế và xã hội, khuynh hướng tình dục, sinh, khuyết tật hoặc cá nhân khác trạng thái. | ” |

### Luật chống phân biệt đối xử
Luật chống phân biệt đối xử năm 2004 (tiếng Albania: Ligji Kundër Diskriminimit; Serbian: Zakon protiv diskriminacije) được thông qua bởi Hội Kosovo, cấm phân biệt đối xử trên cơ sở xu hướng tình dục trong nhiều lĩnh vực, bao gồm việc làm, thành viên của các tổ chức, giáo dục, cung cấp hàng hóa và dịch vụ, an sinh xã hội và tiếp cận nhà ở. Định nghĩa phân biệt đối xử trong luật này rõ ràng bao gồm phân biệt đối xử trực tiếp và gián tiếp, cũng như quấy rối, nạn nhân và phân biệt đối xử.
Vào ngày 26 tháng 5 năm 2015, Quốc hội đã phê chuẩn các sửa đổi bổ sung bản dạng giới vào luật chống phân biệt đối xử của Kosovo. Các sửa đổi có hiệu lực vào tháng 7 năm 2015.
Bất chấp những biện pháp bảo vệ pháp lý này, người LGBT có xu hướng tránh báo cáo các trường hợp phân biệt đối xử hoặc lạm dụng cho cảnh sát.

## Bản dạng và biểu hiện giới
Người chuyển giới không được phép thay đổi hợp pháp giới tính của họ ở Kosovo, ngay cả khi họ đã trải qua chuyển đổi giới tính.
Năm 2017, một công dân Kosovar, Blert Morina, đã đệ trình một vụ kiện lên Tòa án Hiến pháp của đất nước, tìm cách thay đổi tên và giới tính của mình trên các tài liệu nhận dạng chính thức. Yêu cầu của ông đã bị Cơ quan đăng ký dân sự của Kosovo từ chối. Luật sư của ông, Rina Kika, cho biết ông đã yêu cầu xem xét hiến pháp về quyết định của cơ quan này vào tháng 7 năm 2018.

## Nghĩa vụ quân sự
Những người đồng tính nữ, đồng tính nam và song tính được phép phục vụ công khai trong quân đội. Tuy nhiên, họ có thể phải đối mặt với sự phân biệt đối xử bởi các đồng nghiệp khi phục vụ công khai.

## Hiến máu
Theo hướng dẫn năm 2018 cho "Tuần lễ hiến máu", những người có "mối quan hệ mật thiết với người cùng giới" không thể hiến máu.

## Điều kiện sống

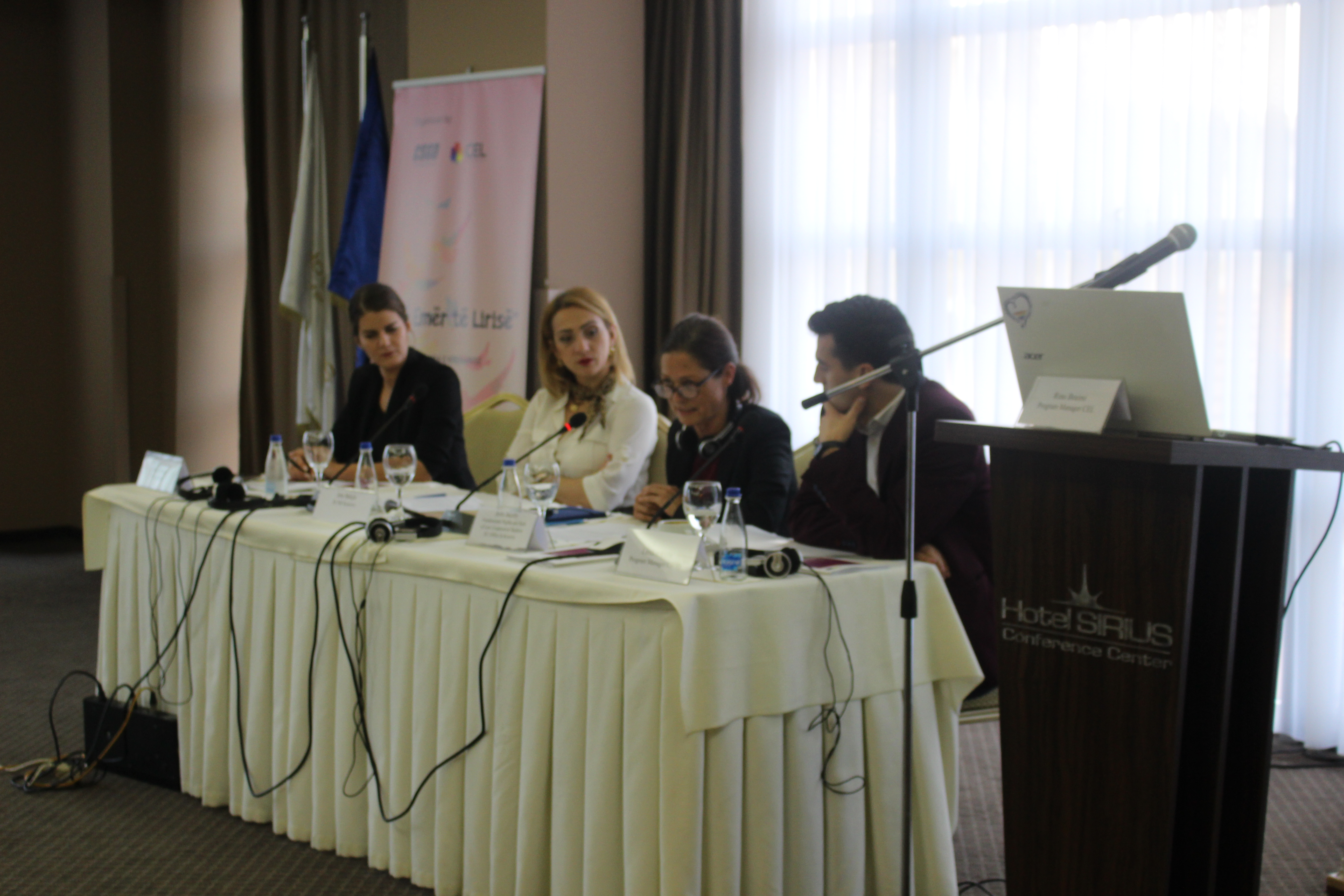
Tuần lễ niềm tự hào Kosovo 2018

Một nhóm quyền LGBT, Trung tâm giải phóng xã hội, mô tả cuộc sống đồng tính ở Kosovo là "ngầm" và chủ yếu là bí mật. Không có câu lạc bộ hoặc quán bar đồng tính nào được biết đến ở Kosovo, mặc dù đã mở một thời gian ngắn trong Pristina vào năm 2011.
Theo một khảo sát năm 2015 được thực hiện bởi Viện Dân chủ Quốc gia, 81% LGBT Kosovars cho biết họ đã bị lạm dụng tâm lý và 29% cho biết họ là nạn nhân của bạo lực thể xác.

### Phong trào quyền LGBT ở Kosovo
Hiện tại có một số tổ chức quyền LGBT địa phương ở Kosovo. Trong số đáng chú ý nhất là Center for Equality and Liberty Lưu trữ ngày 31 tháng 8 năm 2018 tại Wayback Machine (CEL; tiếng Albania: Qendra për Barazi dhe Liri), Center for Social Group Development (CSGD; tiếng Albania: Qendra për Zhvillimin e Grupeve Shoqërore), và Trung tâm giải phóng xã hội (QESh; tiếng Albania: Qendra për Emancipim Shoqëror).

## Bảng tóm tắt
| Hoạt động tình dục đồng giới hợp pháp                                                                                       | (Từ năm 1994)                  |
| Độ tuổi đồng ý | (Từ năm 2004)                  |
| Luật chống phân biệt đối xử trong việc làm                                                                                  | (Từ năm 2004)                  |
| Luật chống phân biệt đối xử trong việc cung cấp hàng hóa và dịch vụ                                                         | (Từ năm 2004)                  |
| Luật chống phân biệt đối xử trong tất cả các lĩnh vực khác (bao gồm phân biệt đối xử gián tiếp, ngôn từ kích động thù địch) | (Từ năm 2004)                  |
| Công nhận các cặp đồng giới                                                                                                 | No                             |
| Hôn nhân đồng giới | No                             |
| Con nuôi của các cặp vợ chồng đồng giới                                                                                     | No                             |
| Con nuôi chung của các cặp đồng giới                                                                                        | No                             |
| Người đồng tính nam, đồng tính nữ và song tính được phép phục vụ công khai trong quân đội                                   | Yes                            |
| Truy cập IVF cho đồng tính nữ                                                                                               | No                             |
| Quyền thay đổi giới tính hợp pháp                                                                                           | No                             |
| Đồng tính luyến ái được loại khỏi danh sách bệnh                                                                            | Yes                            |
| Mang thai hộ thương mại cho các cặp đồng tính nam                                                                           | (Cấm bất kể xu hướng tình dục) |
| NQHN được phép hiến máu | No                             |